# Platystele
Platystele é um género botânico pertencente à família das orquídeas (Orchidaceae). Foi proposto por Schlechter em Repertorium Specierum Novarum Regni Vegetabilis 8: 565, em 1910, quando descreveu sua espécie tipo, a Platystele bulbinella. O nome vem do grego e significa coluna larga.
Platystele compreende quase uma centena de espécies minúsculas, entre as menores orquídeas existentes, algumas delas apresentando flores com menos de dois milímetros de diâmetro, que se distribuem do sul do México ao sul do Brasil, com predominância nos Andes equatorianos e colombianos.
São plantas de crescimento cespitoso, ocasionalmente reptantes, de ramicaules mais curtos que as folhas, que vegetativamente lembram muito algumas Dryadella e Specklinia.
Apresentam inflorescência racemosa, com flores de sépalas livres, ou eventualmente com sépalas laterais levemente concrescidas perto da base. A base do labelo está firmemente presa ao rudimentar pé da coluna. Esta é curta e larga, cobrindo parcialmente a antera apical e apresentando estigma transversalmente bilobulado.
Em muitas espécies as flores são praticamente indistinguíveis das de Lepanthopsis, contudo, destes diferenciam-se facilmente pela parte vegetativa da planta, pois os ramicaules dos últimos são muito mais compridos e estão envoltos por Baínhas lepantiformes.
Há alguns anos o gênero Teagueia, que apresenta flores maiores, com sépalas caudadas, foi separado de Platystele. Não fosse a ausência de Baínhas lepantiformes nos ramicaules, Teagueia seria indistinguível de Lepanthopsis.
Informações de sua filogenia estão no final do artigo que versa sobre Specklinia.

## Espécies
Existem cerca de 101 espécies:
| 1. Platystele acicularis Luer & Hirtz (1990) 2. Platystele aculeata Luer (1981) 3. Platystele acutilingua Kapuler & Hascall (1966) 4. Platystele adelphe Luer & Hirtz (1994) 5. Platystele aianthera I.Bock & Speckm. (1992) 6. Platystele altarica Luer (1980) 7. Platystele alucitae Luer (1980) 8. Platystele argentosa Luer & R.Escobar (1990) 9. Platystele beatricis P.Ortiz (2002) 10. Platystele bernoullii Luer (2000) 11. Platystele bovilinguis Luer (1995) 12. Platystele brenneri Luer (1976) 13. Platystele calantha P.Ortiz (1978) 14. Platystele calymma Luer (1977) 15. Platystele caudatisepala (C.Schweinf.) Garay (1974) 16. Platystele cellulosa Luer & Hirtz (2009) 17. Platystele compacta (Ames) Ames (1922) 18. Platystele consobrina Luer (1990) 19. Platystele cornejoi Luer (2010) 20. Platystele crinita Luer & Hirtz (1990) 21. Platystele dalstroemii Luer (1992) 22. Platystele dasyglossa P.Ortiz (1979) 23. Platystele delhierroi Luer & Hirtz (1991) 24. Platystele densiflora P.Ortiz (1977) 25. Platystele dewildei Luer & R.Escobar (1994) 26. Platystele dodsonii Luer (1979) 27. Platystele dressleri Luer (1976) 28. Platystele edmundoi Pabst (1964) 29. Platystele enervis Luer (1984) 30. Platystele exame n-culicum Luer (1976) 31. Platystele examen-culicum Luer (1976) 32. Platystele filamentosa Luer (1990) 33. Platystele fimbriata Luer & Hirtz (1990) 34. Platystele gaileana Luer & Endara (2004) 35. Platystele gyroglossa Luer (1977) | 1. Platystele hampshireae Luer (1998) 2. Platystele hirtzii Luer (1979) 3. Platystele hyalina H.Stenzel (2002) 4. Platystele ingramii Luer & Dalström (1996) 5. Platystele jamboeensis Luer & Hirtz (1992) 6. Platystele jesupiorum Luer (1981) 7. Platystele johnstonii (Ames) Garay (1968) 8. Platystele jungermannioides (Schltr.) Garay (1974) 9. Platystele lancilabris (Rchb.f.) Schltr. (1923) 10. Platystele lawessonii Luer (1994) 11. Platystele lehmannii Luer (1994) 12. Platystele londonoana Luer & R.Escobar (1990) 13. Platystele lycopodioides Luer & Hirtz (1990) 14. Platystele megaloglossa Luer & R.Escobar (1986) 15. Platystele microglossa P.Ortiz (1981) 16. Platystele microscopica Luer (1980) 17. Platystele microtatantha (Schltr.) Garay (1967) 18. Platystele minimiflora (Schltr.) Garay (1974) 19. Platystele misasiana P.Ortiz (1981) 20. Platystele misera (Lindl.) Garay (1967) 21. Platystele muscicola Luer & Hirtz (1990) 22. Platystele myoxura Luer & Hirtz (1990) 23. Platystele napintzae Luer & Hirtz (1992) 24. Platystele obtecta Luer (1994) 25. Platystele orchestris P.Ortiz (1979) 26. Platystele orectoglossa P.Ortiz (1979) 27. Platystele ornata Garay (1958) 28. Platystele ortiziana Luer & R.Escobar (1990) 29. Platystele ovalifolia (H.Focke) Garay & Dunst. (1961) 30. Platystele ovatilabia (Ames & C.Schweinf.) Garay (1974) 31. Platystele oxyglossa (Schltr.) Garay (1974) 32. Platystele papillosa Luer (1994) 33. Platystele paraensis Campacci & J.B.F.Silva (2009) 34. Platystele pedicellaris (Schltr.) Garay (1974) 35. Platystele perpusilla (Rchb.f.) Garay (1974 | 1. Platystele pisifera (Lindl.) Luer (1977) 2. Platystele portillae Luer (2002) 3. Platystele posadarum Luer & R.Escobar (1990) 4. Platystele propinqua (Ames) Garay (1968) 5. Platystele psix Luer & Hirtz (1992) 6. Platystele pubescens Luer (1984) 7. Platystele pyriformis Luer (1990) 8. Platystele rauhii Luer (1987) 9. Platystele reflexa Luer (1981) 10. Platystele repens (Ames) Garay (1974) 11. Platystele resimula Luer & Hirtz (1990) 12. Platystele rhinocera Luer & Hirtz (1990) 13. Platystele risaraldae Luer & R.Escobar (1994) 14. Platystele sancristobalensis Archila (2002) 15. Platystele schmidtchenii Schltr. (1924) 16. Platystele schneideri P.Ortiz (1979) 17. Platystele scopulifera Luer & Dodson (1991) 18. Platystele spatulata Luer (1980) 19. Platystele speckmaieri Luer & Sijm (2010) 20. Platystele stellaris Luer (1979) 21. Platystele stenostachya (Rchb.f.) Garay (1962) 22. Platystele stevensonii Luer (1977) 23. Platystele steyermarkii Luer (1994) 24. Platystele stonyx Luer (1990) 25. Platystele sulcata Luer & Hirtz (1992) 26. Platystele taylorii Luer (1976) 27. Platystele tobarii Luer (2006) 28. Platystele umbellata P.Ortiz (1977) 29. Platystele vetulus Luer & Hirtz (1990) 30. Platystele viridis Luer (1983) 31. Platystele ximenae Luer & Hirtz (1991) |